# Afnan
Afnan (em árabe: ﺍﻓﻨﺎﻥ, "Ramos"), é um termo na literatura da Fé Bahá'í se referindo a parentes maternais de Báb, e é usado como sobrenome por seus descendentes. Este nome também é mencionado no Alcorão.
A mulher de Báb foi chamada Khadíjih-Bagum, que teve dois irmãos, Hajjí Mírzá Abu'l-Qasim e Hajjí Mírzá Siyyid Hasan. Os descendentes destes dois cunhados de Báb, com os descendentes de seus tios maternos são conhecidos como os Afnán.
No final do século 19 a família estabeleceu um amplo negócio comercial baseado em Shiraz e Yazd no Irã, com escritórios em Beirute, Bombaim, Hong Kong e 'Ishqábád. Publicaram algumas das primeiras obras da literatura Bahá'í em sua prensa móvel em Bombaim.